# Juan Carlos Espinoza
Juan Carlos Espinoza Reyes (Talcahuano, Chile, 5 de julio de 1991) es un futbolista chileno. Juega de defensa lateral derecho o izquierdo.

## Trayectoria

### Huachipato
Debutó en primera división el 8 de febrero de 2009, en la derrota 4:0 de Huachipato frente a Unión Española. En dicha temporada alcanzaría jugar tan solo 3 partidos. En la temporada 2010, en que el equipo alcanzaría la sexta posición jugando la liguilla de Copa Libertadores, Espinoza se consolidaría jugando 30 partidos, 29 de los cuales como titular, condición que mantendría al año siguiente. 
Con solo 20 años logra un total 47 apariciones, con 3.671 minutos jugados.
Se coronó campeón del Torneo de Clausura 2012 con el equipo acerero.

### Universidad Católica
En 2015 se confirma su llegada a Universidad Católica para reforzar la zaga cruzada. Con el elenco estudiantil se coronó bicampeón del torneo chileno en 2016 al ganar el Torneo Clausura 2016 y el Torneo Apertura 2016. además ganó la Supercopa de Chile frente a Universidad de Chile.

### O'Higgins
A principios de 2018 es confirmado como nuevo refuerzo de O'Higgins en calidad de préstamo por un año.

### Universidad Católica
En 2019 se confirma su retorno tras el préstamo a Universidad Católica. Con el elenco estudiantil se coronó campeón de la Supercopa de Chile frente a Palestino.

### Audax Italiano
En el segundo semestre de 2019, Universidad Católica dueña de su pase, lo concede a préstamo en el club Audax Italiano.

### Coquimbo Unido
En el primer semestre de 2020, llega a préstamo a Coquimbo Unido, logrando una gran campaña en la Copa Sudamericana, en donde llegan hasta la semifinal.

### Curicó Unido
Llega con el pase en su poder a jugar durante todo 2021 por Curicó Unido, por toda la temporada.

## Selección nacional
Debutó en la selección mayor con Marcelo Bielsa en un amistoso frente a Trinidad y Tobago antes del Mundial de Sudáfrica 2010.

### Partidos internacionales
| 1     | 5 de mayo de 2010 | Estadio Tierra de Campeones, Iquique, Chile | Chile      | 2-0 | Trinidad y Tobago |   |  | Marcelo Bielsa | Amistoso |
| Total | Total             | Total                                       | Presencias | 1   | Goles             | 0 |  |                |          |

| Selección chilena | Selección chilena | Selección chilena |
| Año               | Partidos          | Goles             |
| ----------------- | ----------------- | ----------------- |
| 2010              | 1                 | 0                 |
| Total             | 1                 | 0                 |

## Estadísticas
| Club |               | Temporada     | Liga  | Liga  | Copas nacionales(1) | Copas nacionales(1) | Torneos internacionales(2) | Torneos internacionales(2) | Total | Total | Media goleadora(3) |
| Club | Part.         | Temporada     | Goles | Part. | Goles               | Part.               | Goles                      | Part.                      | Goles |       | Media goleadora(3) |
| --- | ------------- | ------------- | ----- | ----- | ------------------- | ------------------- | -------------------------- | -------------------------- | ----- | ----- | ------------------ |
| Huachipato · Chile | 1ª            | 2009          | 3     | 0     | —                   | —                   | —                          | —                          | 3     | 0     | 0.00               |
| Huachipato · Chile | 1ª            | 2010          | 30    | 0     | 1                   | 0                   | —                          | —                          | 31    | 0     | 0.00               |
| Huachipato · Chile | 1ª            | 2011          | 20    | 0     | 2                   | 0                   | —                          | —                          | 22    | 0     | 0.00               |
| Huachipato · Chile | 1ª            | 2012          | 8     | 0     | 3                   | 0                   | —                          | —                          | 11    | 0     | 0.00               |
| Huachipato · Chile | 1ª            | 2103          | 2     | 0     | —                   | —                   | —                          | —                          | 2     | 0     | 0.00               |
| Huachipato · Chile | 1ª            | 2013-14       | 22    | 0     | 7                   | 0                   | —                          | —                          | 29    | 0     | 0.00               |
| Huachipato · Chile | 1ª            | 2014-15       | 25    | 1     | 2                   | 0                   | 1                          | 0                          | 28    | 1     | 0.04               |
| Huachipato · Chile | Total club    | Total club    | 110   | 1     | 15                  | 0                   | 1                          | 0                          | 126   | 1     | 0.01               |
| Universidad Católica · Chile | 1ª            | 2015-16       | 10    | 0     | 8                   | 0                   | 3                          | 0                          | 21    | 0     | 0.00               |
| Universidad Católica · Chile | 1ª            | 2016-17       | 4     | 0     | 1                   | 0                   | 3                          | 0                          | 8     | 0     | 0.00               |
| Universidad Católica · Chile | 1ª            | 2019          | 0     | 0     | 0                   | 0                   | 0                          | 0                          | 0     | 0     | 0.00               |
| Universidad Católica · Chile | Total club    | Total club    | 14    | 0     | 9                   | 0                   | 6                          | 0                          | 29    | 0     | 0.00               |
| O'Higgins · Chile | 1ª            | 2018          | 9     | 0     | 1                   | 0                   | 0                          | 0                          | 10    | 0     | 0.00               |
| O'Higgins · Chile | Total club    | Total club    | 9     | 0     | 1                   | 0                   | 0                          | 0                          | 10    | 0     | 0.00               |
| Audax Italiano · Chile | 1ª            | 2019          | 3     | 0     | 0                   | 0                   | 0                          | 0                          | 3     | 0     | 0.00               |
| Audax Italiano · Chile | Total club    | Total club    | 4     | 1     | 0                   | 0                   | 0                          | 0                          | 3     | 0     | 0.01               |
| Total carrera | Total carrera | Total carrera | 136   | 2     | 25                  | 0                   | 7                          | 0                          | 168   | 2     | 0.01               |
| (1) Incluye datos de Copa Chile. (2) Incluye datos de Copa Sudamericana y Copa Libertadores. (3) No incluye goles en partidos amistosos. |               |               |       |       |                     |                     |                            |                            |       |       |                    |

## Palmarés

### Títulos nacionales
| Título             | Equipo                   | País  | Año    |
| ------------------ | ------------------------ | ----- | ------ |
| Primera División   | C.D Huachipato           | Chile | 2012-C |
| Primera División   | C.D Universidad Católica | Chile | 2016-C |
| Supercopa de Chile | C.D Universidad Católica | Chile | 2016   |
| Primera División   | C.D Universidad Católica | Chile | 2016-A |
| Supercopa de Chile | C.D Universidad Católica | Chile | 2019   |